# James Sheafe
James Sheafe (Portsmouth, 1755. november 16. – Portsmouth, 1829. december 5.) az Amerikai Egyesült Államok szenátora (New Hampshire, 1801–1802).